# Consolă de sistem

Consola de sistem, consola computerului, consola root, consola operatorului sau pur și simplu consola, este o interfață de comunicare utilizator-sistem și reprezintă terminalul pentru implementarea textelor și administrarea mesajelor de sistem, în special pentru BIOS sau boot loader, pentru kernel, din sistemul init și pentru system loader. 
Este un dispozitiv fizic alcătuit dintr-o tastatură și un afișaj, inițial fiind un terminal de text dar și un terminal grafic. Conceptul de consolă de sistem se generalizează ca fiind un terminal de computer determinat de console virtuale și terminal emulator.         
Înainte de dezvoltarea consolelor de sistem alfanumerice de tip CRT, unele calculatoare precum IBM 1620, foloseau o mașină de scris fizică, iar primul computer programabil,Manchester SSEM, folosea o combinație de switch-uri electromecanice și un sistem de tip CRT pentru a evidenția funcțiile terminalului. Pentru minicomputerele, se folosea o consolă serială RS-232 pentru terminalele de tip DEC VT100. Sistemele mari cu acțiune limitată de tipul celor de la Sun Microsystems, Hewlett-Packard și IBM, încă folosesc console de tip serial, iar în instalații mari porturile consolelor se atașează multiplexelor sau la serverul multiport serial care îi permite unui operator să să conecteze la terminal. 
În prezent, consolele seriale sunt folosite pentru a accesa sisteme tip headless cu ajutorul unui terminal emulator care rulează pe un laptop.